# إخلاء جمهوريتي دونيتسك ولوغانسك الشعبيتين
يشير إخلاء جمهوريتي دونيتسك ولوغانسك الشعبيتين إلى الإخلاء الجماعي لسكان جمهورية دونيتسك الشعبية وجمهورية لوغانسك الشعبية إلى الاتحاد الروسي اعتبارًا من فبراير 2022.   اعتبارًا من 22 مارس، وصل ما يقرب من 347,000 شخص إلى روسيا من الجمهوريتين وأوكرانيا. 

## الإخلاء
في 18 فبراير 2022، أعلن زعيم جمهورية دونيتسك الشعبية، دينيس بوشلين، أن سكان دونيتسك سيغادرون إلى روسيا بسبب تهديد الهجوم من أوكرانيا.  في وقت لاحق، قال ليونيد باشنيك، رئيس جمهورية لوغانسك الشعبية، الشيء نفسه، وأعلن أنه سيتم إجلاء السكان المدنيين من الجمهورية إلى روسيا.  لكن أوكرانيا نفت مزاعم شن هجوم على الجمهوريتين.  غادر أول قطار للإخلاء إلى روسيا في 19 فبراير. وفقًا لوزارة الطوارئ في روسيا، وصل 50,000 من الأشخاص الذين تم إجلاؤهم من دونباس إلى روسيا في أول يومين منذ إعلان الإخلاء. 
أفادت السلطات الأوكرانية أن معظم الناس في دونيتسك ولوغانسك لم يغادروا منازلهم.  قال ديمتري بيسكوف، السكرتير الصحفي للرئيس الروسي فلاديمير بوتين، إنه ليس لديه معلومات عما كان يحدث في دونيتسك. 